# مبرهنة شتاينر-ليموس

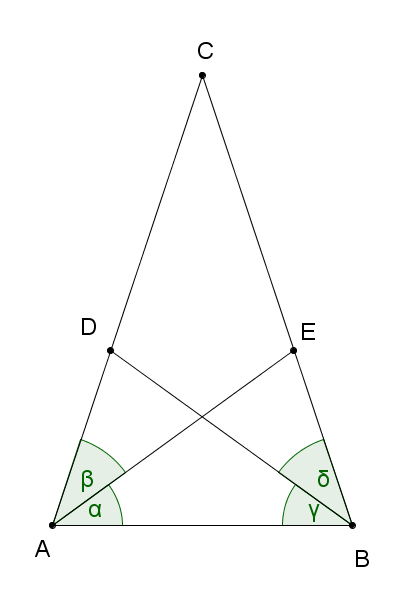

في الهندسة الرياضية، تنص مبرهنة ستاينر-ليموس(بالإنجليزية: Steiner-Lehmus theorem)‏ على أنه أي في مثلث يكون فيه منصفي زاويتين ذا طولين متساويين يكون هذا المثلث هو مثلث متساوي الساقين.

## الإثبات
يمكن الإثبات باستخدام نظرية ستيوارت لإيجاد طول منصفي الزاوية ومن ثم طرحهما الذي يساوي 0.

والذي لا يتحقق إلا في حالة وحيدة وهي كون b = c.<br />

## وصلات خارجية
- إيريك ويستاين، مبرهنة ستاينر-ليموس، ماثوورلد Mathworld (باللغة الإنكليزية).
- Euclidean Geometry Notes by Paul Yiu